# Pleiochiton setulosum
Pleiochiton setulosum är en tvåhjärtbladig växtart som beskrevs av Célestin Alfred Cogniaux. Pleiochiton setulosum ingår i släktet Pleiochiton och familjen Melastomataceae. Inga underarter finns listade i Catalogue of Life.